# Prologis
Prologis este cel mai mare proprietar, manager și dezvoltator de spații de depozitare și distribuție din lume, cu operațiuni în 118 piețe din America de Nord, Europa și Asia.
La data de 31 decembrie 2007, societatea deținea 36,3 miliarde de dolari de active, în proprietate, administrare și aflate în curs de dezvoltare, care includ 47,4 milioane metri pătrați, în 2.773 proprietăți.
Printre clienții Prologis se numără producători, firme de retail, societăți de transport, furnizori de servicii logistice și alte societăți cu activități de distribuție la scară largă.
Cu sediul în Denver, Colorado, Prologis are peste 1.500 de angajați în întreaga lume.
Compania este prezentă și în România, unde deține Prologis Park Bucharest A1, situat la 23 de km de București, pe autostrada București-Pitești, cuprinzând 12 clădiri, cu peste 317.100 metri pătrați de spațiu de distribuție.